# 博纳影业

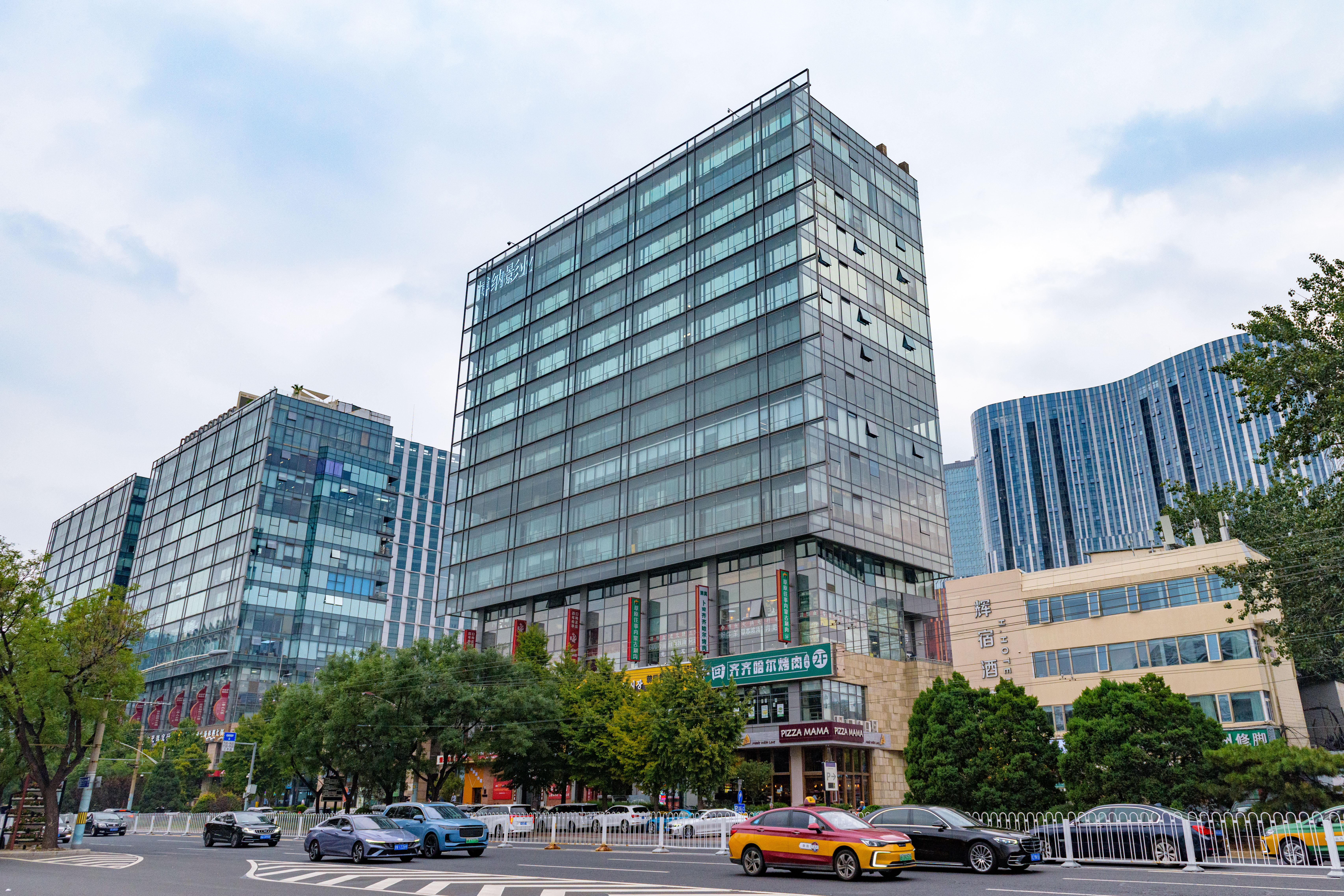
北京博纳大厦

博纳影业集团股份有限公司（英語：Bona Film Group Limited；深交所：001330，简称：博纳影业），是中国一家从事电影制作、发行、影院投资、院线管理、广告营销、艺人经纪的民营影视企业集团，总部位于北京市朝阳区工人体育场东路乙2号，主要投资香港导演执导的中港合拍片。其根源可以追溯到现任集团总裁于冬于1999年创立的北京博纳文化交流有限公司。公司成立九年来发行了150余部影片，累计票房超过15亿人民币，连续五年占全国市场份额的20%。2009年5月，保利博纳宣布顺利完成第二轮融资一亿元，还正式以“博纳国际影业集团”的全新形象亮相。2010年12月9日，于冬敲响纳斯达克的开市鐘，使得博纳影业成为中国第一家在美国上市的影视公司。

## 历史
《十月围城》、《打擂台》、《桃姐》和《一代宗师》作为博纳出品的影片，从2010年至2013年连续四年获得香港电影金像奖最佳影片奖。2017年的《明月几时有》和2018年的《无双》又连续获得香港金像奖最佳电影。公司合作的主要导演有王晶、徐克、林超贤等。
2012年4月30日，博纳发布2011年财报显示，博纳集团2011年总收入为1.26亿美元，比2010年翻了一番；2011年博纳发行的15部影片总票房占到了2011年华语电影票房总收入的16.5%，继续位居中国民营电影公司第一位，其中3D动作片《龙门飞甲》国内票房收入为5.6亿人民币，成为中国影史票房第四的华语片。2012年博纳在电影方面的投资金额将达10亿元人民币。
2012年5月5日，博纳影业与中新天津生态城管委会签署合作协议，以建设博纳主营业务运营中心。一期将投资1亿元，成立电影电视剧制作公司、电影发行公司、院线放映管理公司、新艺人经纪公司和3D后期技术公司。
2012年，集团营业收入近9亿元人民币，旗下已有20家影院，银幕数达到163张。新闻集团旗下的福克斯国际制作公司（Fox International Productions）于2012年与博纳影业签署了合作意向书。
2016年4月8日，博纳影业宣布完成私有化交易，并从纳斯达克退市，博纳在美国市场一直处于亏损状态，于冬认为博纳的市场价值一直被低估，因此该公司准备回归A股。
2017年2月27日，IMAX Corporation公司宣布与博纳影业签署协议，在中国新建30家IMAX影院。
2022年，中國內地的UA獨資影院被博納影業收購。

## 旗下公司
- 博纳发行有限公司（原名保利博纳电影发行有限公司）：1999年起步发展，中国国内首家获中国国家广电总局电影局颁发“电影发行许可证”的民营企业，为目前中国最大规模的以电影发行为核心竞争力的专业化电影公司；
- 北京博纳影视文化有限公司（BONA FILM & TELEVISION CULTURE CO., LTD）：2003年成立，致力于华语电影投资制作领域；
- 北京博纳广告有限公司（BONA FILM ADVERTISING CO., LTD）：2004年成立，专业的电影娱乐品牌广告行销公司；
- 北京博纳演艺经纪有限公司（Bona Talent Management CO. ，Ltd）：2005年成立，博纳国际影业集团旗下经营演员经纪业务的全资子公司；
- 北京博纳国际影院投资管理有限公司（BONA INTERNATIONAL CINEPLEX INVESTMENT AND MANAGEMENT CO., LTD）：2005年初成立，致力于在大陆各大城市建设现代化国际影城；
- 发行工作室（香港）有限公司（Distribution Workshop (HK) Ltd.）：2008年6月成立，由博纳国际影业集团与N&J公司（由施南生和陈永雄共同创立）联合创办的合资公司，专注于海外业务和全球化发展的目标。

## 公司领导
- 于冬：创始人，集团主席兼行政总裁
- 陈永雄（Jeffrey Chan）：董事兼首席运营官
- Liang Xu：财务总监
- Hao Zhang：总经理，负责中国国内发行业务[9]

## 主要影片
以下为参与发行、制作及投资过的电影。
- 2002年：《天脉传奇》（仅发行）
- 2003年：《无间道3》（仅发行）
- 2004年：《新警察故事》（仅发行）、《千机变2》（仅发行）、《旺角黑夜》（仅发行）
- 2005年：《孔雀》（仅发行）、《头文字D》（仅发行）、《神话》（仅发行）、《再说一次我爱你》
- 2006年：《父子》、《伤城》、《龙虎门》
- 2007年：《导火线》、《门徒》、《男儿本色》、《跟踪》（仅发行）、《投名状》
- 2008年：《三国之见龙卸甲》、《十全九美》、《长江七号》、《赤壁》
- 2009年：《喜羊羊与灰太狼之牛气冲天》（仅发行）、《窃听风云》、《花木兰》、《十月围城》
- 2010年：《喜羊羊与灰太狼之虎虎生威》（仅发行）、《枪王之王》、《大笑江湖》
- 2011年：《我知女人心》、《财神客栈》、《窃听风云2》、《龙门飞甲》、《桃姐》
- 2012年：《大上海》、《一代宗师》
- 2013年：《圣诞玫瑰》、《激战》、《非常幸运》、《窃听风云3》
- 2014年：《后会无期》、《白发魔女传之明月天国》、《智取威虎山3D》
- 2015年：《賭城風雲II》、《新娘大作战》、《烈日灼心》
- 2016年：《賭城風雲III》、《封神传奇》、《危城》、《王牌逗王牌》、《三少爺的劍》、《湄公河行动》
- 2017年：《乘风破浪》、《合约男女》、《拆弹专家》、《追龍》、《明月几时有》、《殺破狼·貪狼》
- 2018年：《红海行动》、《低壓槽》、《無雙》、《武林怪獸》
- 2019年：《飞驰人生》、《烈火英雄》、《决胜时刻》、《中国机长》
- 2020年：《热血合唱团》、《风再起时》、《紧急救援》
- 2021年：《长津湖》、《中国医生》、《智齿》
- 2022年：《海的尽头是草原》
- 2023年：《无名》

## 主要电视剧
以下为参与发行、制作及投资过的电视剧。
- 2013年：《忽必烈傳奇》

## 保利院线
保利电影院线已在北京、重庆、深圳、郑州等地开业50家影城。至2013年保利院线将在杭州、宁波、温州、台州等地开业八家影城。2011年10月30日开业的宁波保利国际影城为浙江省第一家保利影城。杭州保利国际影城于2013年1月开业。